# Jakuren
Jakuren (寂蓮?   1139 - 9 de agosto de 1202) fue un monje budista y poeta japonés que vivió en las postrimerías de la era Heian y comienzos de la era Kamakura. Su nombre antes de convertirse en monje fue Fujiwara no Sadanaga (藤原定長?).
Su padre fue el también monje Shunkai. Hacia 1150 fue adoptado por su tío Fujiwara no Toshinari (o Fujiwara no Shunzei) y fue promovido como Jugoi. Originalmente Toshinari deseaba convertir a Sadanaga en su sucesor, pero con el nacimiento de Fujiwara no Sadaie, hijo propio de Toshinari, debió renunciar al tutelaje a la edad de 30 años y convertirse en un monje budista tomando el nombre de Jakuren. 
En ese momento se dedica a la poesía waka y tomando como modelo al monje Saigyō, viajó por todo el país, componiendo sus poemas en dichos viajes. Fue popular en esa época y fue asociado con Fujiwara no Teika. Fue asignado en 1201 como uno de los seis compositores de la antología imperial Shin Kokin Wakashū y 35 de sus poemas fueron incluidos. Antes de fallecer, adoptó a Fujiwara no Ietaka, quien era pupilo de Toshinari. Algunos poemas de su autoría fueron incluidos en la antología Senzai Wakashū. También compiló personalmente sus poemas en el Jakuren Hoshi-shū (寂蓮法師集?). Uno de sus poemas fue incluido en la antología Ogura Hyakunin Isshu.